# 木桥沟水库
木桥沟水库是中国四川省自贡市富顺县境内的一座水库，位于沱江支流白吉子河上，建于1975年。水库正常库容为1310万立方米，集雨面积为160平方千米，海拔为128.5米。